# Недоклан
Недокла̀н е село в Североизточна България. То се намира в община Разград, област Разград.

## История
По сведения на Анание Явашов край село Недоклан има праисторчиеска погребална могила.
Едно от най-старите села в Област Разград със смесено население (българи и турци), където двете етнически общности живеят в пълно съгласие повече от 200 години. 

## Население
Численост на населението според преброяванията през годините:
| \| Година на преброяване \| Численост \| \| --------------------- \| --------- \| \| 1934 \| 532 \| \| 1946 \| 520 \| \| 1956 \| 488 \| \| 1965 \| 365 \| \| 1975 \| 332 \| \| 1985 \| 344 \| \| 1992 \| 247 \| \| 2001 \| 224 \| \| 2011 \| 216 \| \| 2021 \| 171 \| |           |
| Година на преброяване | Численост |
| 1934 | 532       |
| 1946 | 520       |
| 1956 | 488       |
| 1965 | 365       |
| 1975 | 332       |
| 1985 | 344       |
| 1992 | 247       |
| 2001 | 224       |
| 2011 | 216       |
| 2021 | 171       |

### Етнически състав
Преброяване на населението през 2011 г.
Численост и дял на етническите групи според преброяването на населението през 2011 г.:
|                     | Численост | Дял (в %) |
| Общо                | 216       | 100.00    |
| Българи             | 30        | 13.88     |
| Турци               | 161       | 74.53     |
| Цигани              | 0         | 0.00      |
| Други               | 0         | 0.00      |
| Не се самоопределят | 0         | 0.00      |
| Неотговорили        | 25        | 11.57     |

## Религии
Източно православие и ислям. В селото има джамия, която се посещава от по-голямата част от турското малцинство по време на мюслюманските празници, а местният ходжа произнася своята молитва от издигнато минаре без сграда. В селото няма църква, а религиозните нужди на християните се посрещат от Разградската църква.

## Други
Селото е заобиколено от всички страни с гори. Има невероятни изгледи към зелените гори и е едно спокойно, и тихо селце. Също така има два магазина, лекарски кабинет и кафене. В селото има две чешми, които се вливат в едно и оттам се вливат във водите на река Бели Лом. Селото е в близост до град Разград, на разстояние 7 км.